# Agriocnemis maclachlani
Agriocnemis maclachlani é uma espécie de libelinha da família Coenagrionidae.
Pode ser encontrada nos seguintes países: Camarões, República do Congo, Costa do Marfim, Guiné Equatorial, Gabão, Gâmbia, Gana, Guiné, Libéria, Nigéria, Senegal, Serra Leoa e Uganda.
Os seus habitats naturais são: florestas subtropicais ou tropicais húmidas de baixa altitude, lagos de água doce, lagos intermitentes de água doce, marismas de água doce e marismas intermitentes de água doce.